# Арса (Констанца)
Арса (рум. Arsa) насеље је у Румунији у округу Констанца у општини Албешти. Oпштина се налази на надморској висини од 45 m.

## Становништво
Према подацима из 2002. године у насељу је живело 561 становника, од којих су сви румунске националности.